# Edward Gierek

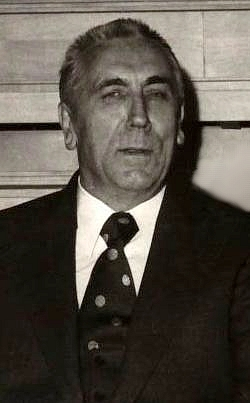
Edward Gierek

Edward Gierek (Porąbka, 6 januari 1913 - Cieszyn, 29 juli 2001) was een Pools communistisch staatsman.

## Biografie
Edward Gierek werd geboren in Porąbka, dat in 1975 onderdeel werd van de gemeente Sosnowiec. Gierek verloor zijn vader bij een mijnongeluk toen hij vier jaar was. Zijn moeder hertrouwde en verhuisde naar Noord-Frankrijk, waar hij opgroeide. Gierek sloot zich in 1931 aan bij de Franse communistische partij. Na het organiseren van een staking werd Gierek uitgezet naar Polen. Na zijn militaire dienstplicht in Polen te hebben vervuld, ging Gierek naar Belgisch Limburg, waar hij in de mijn van Waterschei werkte. Tijdens de Tweede Wereldoorlog was Gierek actief in het Poolse verzet in België.
In 1948 keerde hij terug naar Polen en werkte mee aan de uitbouw van de communistische partij. Aan de Universiteit van Katowice studeerde hij techniek. Hij maakte carrière binnen de partij. Tussen 1954 en 1957 leidde hij het departement Zware Industrie in de centrale commissie van de communistische partij. In 1957 werd hij parlementslid. Als eerste secretaris van het district Katowice van de Poolse Verenigde Arbeiderspartij (PZPR), in het sterk geïndustrialiseerde Silezië, wist hij tussen 1957 en 1970 een machtsbasis op te bouwen. Hij werd lid van het Politbureau. Toen in 1970 onlusten uitbraken in het noorden van Polen volgde Gierek Władysław Gomułka op als secretaris-generaal van de PZPR. Gierek beloofde economische hervormingen en een verbeterde beschikbaarheid van consumentengoederen, grotendeels geregeld via buitenlandse kredieten. Zijn goede relaties met westerse politici als Valéry Giscard d'Estaing (Frankrijk) en Helmut Schmidt (West-Duitsland) hielpen bij het verkrijgen van deze kredieten.
In de jaren zeventig ging de levensstandaard in Polen fors omhoog, maar tijdens de oliecrisis van 1973 begon de groei te haperen en in 1976 werden prijsverhogingen noodzakelijk. Onlusten hierover (bijvoorbeeld in Radom) werden neergeslagen. De prijsverhogingen werden niet doorgevoerd, maar in 1980 waren economische hervormingen noodzakelijk geworden. Opnieuw leidden de prijsverhogingen tot protesten, met name in Gdańsk en Szczecin. Gierek was gedwongen Solidarność te erkennen en het stakingsrecht toe te staan.
Kort hierna werd hij als partijleider vervangen door Stanisław Kania en ging in 1981 na het uitroepen van de noodtoestand door generaal Jaruzelski voor een jaar de gevangenis in. Na een lange ziekte overleed Gierek in Cieszyn in Zuid-Polen.
De Poolse samenleving is verdeeld in haar beoordeling over Gierek: Zijn regime wordt liefdevol herdacht door een aantal vanwege de stijging van de levensstandaard in Polen gedurende de jaren 1970 onder zijn bewind. Anderen benadrukken dat deze stijging mogelijk werd gemaakt door niet-duurzame buitenlandse leningen die onverstandig zijn gebruikt en die Polen rechtstreeks naar de economische crisis van de jaren 1980 hebben geleid.

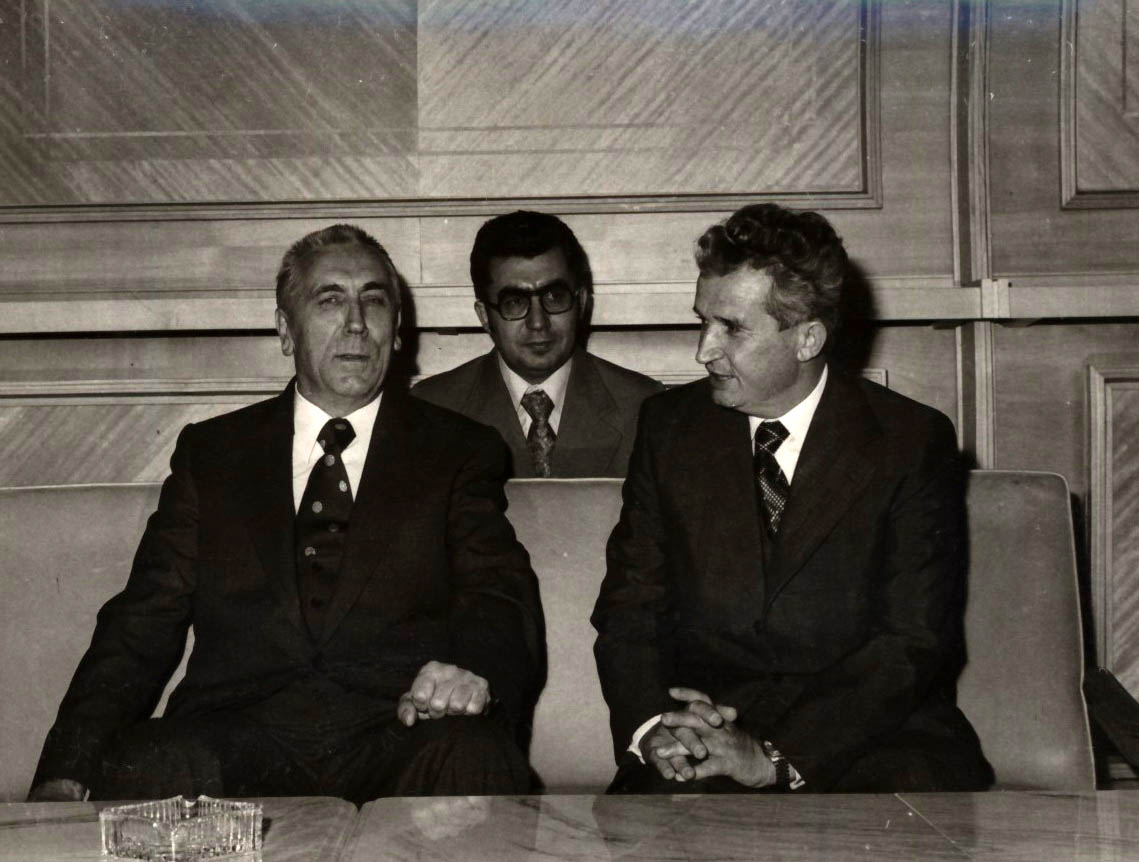
Gierek met de Roemeense leider, Nicolae Ceauşescu

- Biblioteca Nacional de España: XX1651659
- Bibliothèque nationale de France: cb12172463j (data)
- CiNii: DA0189951X
- Gemeinsame Normdatei: 118694715
- International Standard Name Identifier: 0000 0001 0932 9732
- Library of Congress Control Number: n50028021
- National Archives and Records Administration: 10580517
- Bibliotheek van het Japanse parlement: 00440874
- Nationale Bibliotheek van Tsjechië: jn20000601799
- Nationale Bibliotheek van Israël: 987007585497405171
- Nationale Bibliotheek van Polen: a0000001178941
- Nederlandse Thesaurus van Auteursnamen: 25204441X
- Réseau des bibliothèques de Suisse occidentale: 02-A008890840
- SNAC: w6m629kk
- Système universitaire de documentation: 030273560
- Virtual International Authority File: 109329752
- WorldCat: E39PBJgd7mFwdM7pMFD9hc4Qbd

Bolesław Bierut · Edward Ochab · Władysław Gomułka · Edward Gierek · Stanisław Kania · Wojciech Jaruzelski · Mieczysław Rakowski